# Cipori
Cipori (hebrejsky ציפורי; řecky Σεπφώρις, Sepfóris; latinsky Dioceserea; arabsky صفورية, Safurija nebo Sufurije) bylo starověkým městem na pahorku (285 m n. m.) ležícím v Dolní Galileji, šest kilometrů severozápadně od Nazaretu. Bylo založeno v době železné a od 5. století př. n. l. až do 10. století n. l. se jednalo o židovskou vesnici, nicméně svůj vliv zde významně zanechala i kultura asyrská, helénská, babylonská, římská, byzantská, islámská, křižácká, arabská i osmanská. Město svůj hebrejský název údajně dostalo proto, že sedělo „na vrcholku hory jako pták“ (cipor = pták).
Dnes je Cipori národním parkem a vykopávky na tomto místě stále pokračují. Jižně od lokality protéká potok Nachal Cipori.

## Historie
První písemná zmínka o Cipori pochází z r. 103 př. n. l., (vláda hasmonejského krále Alexandra Jannaia), avšak na místě byly nalezeny archeologické nálezy již z období Prvního chrámu.
 Roku 63 př. n. l. zemi obsadila římská armáda pod vedením Pompea a v roce 55 př. n. l. vyhlásil Gabinius, místodržitel Sýrie, Cipori za hlavní město Galileje. Roku 47 př. n. l. byl jmenován vládcem Galileje Herodes, ale po zavraždění jeho otce Antipatra, bylo toto jmenování zrušeno. Herodes se musel zmocnit města násilím. Také za jeho vlády bylo Cipori galilejským centrem. Po jeho smrti (4 př. n. l.) se Židé vzbouřili proti Římanům o opevnili se ve městě. Ale římská armáda pod vedením Gaia Vara potlačila vzpouru, město vypálila a židovské obyvatele prodala do otroctví. Vládcem Galileje byl jmenován Herodův syn Herodes Antipas, který město obnovil a udělal z něj centrum své vlády. Zřejmě pod vlivem následků potlačení povstání se obyvatelé města nepřipojili k povstání roku 66 (První židovská válka), ale uzavřeli s Římany dohodu, čímž zachránili město před zničením. 
Role Cipori v povstání Bar Kochby je nejistá. Ale v této době Římané město přejmenovali na Diocaesareu a prosadili pohanskou vládu nad Židy. Počátkem 3. století se ale židovská většina znovu ujímá vlády a stěhuje se sem Jehuda ha-Nasi se Sanhedrinem. Jehuda ha-Nasi tu žil 17 let, až do své smrti, a redigoval tu Mišnu. Sanhedrin tu zůstal do 2. poloviny 3. století, kdy přesídlil do Tiberiasu.
Cipori bylo zničeno zemětřesením roku 363, ale bylo záhy znovupostaveno. Rozkvět města probíhal až do konce byzantského období, avšak za islámského období upadlo.
V křižácké době tu byla postavena pevnost a město La Saphorie. Odsud vytáhla křižácká armáda k osudové bitvě u Hattínu (Karnej Chitin).
V 18. století obnovil vesnici a tvrz beduínský vládce Daher el-Omar. Během arabského povstání v Palestině v letech 1936-1939 zde sídlily ozbrojené arabské skupiny, které podnikali útoky na židovské osídlení v oblasti. Také od roku 1947 za izraelské Války za nezávislost. Během operace Dekel, v noci z 15. na 16. července 1948 dobyl Cahal vesnici a arabské obyvatelstvo uprchlo. Roku 1949 byl nedaleko odsud založen mošav Cipori.

## Archeologie

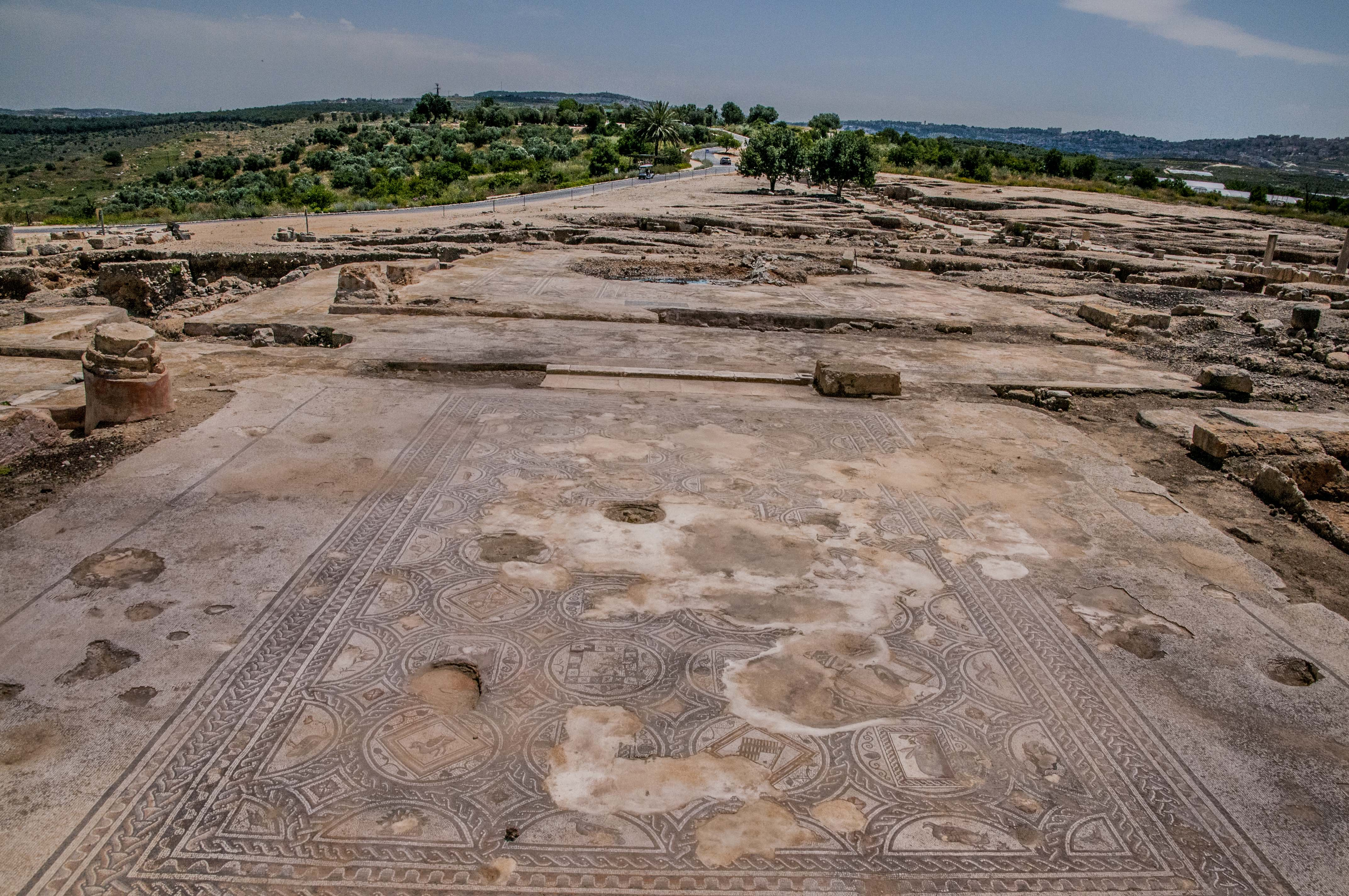
Cipori

Vykopávky na tomto místě započala v 30. letech 20. století Michiganskou univerzitou. Další vykopávky byly provedeny až roku 1983 Tampskou univerzitou.
Byly zde nalezeny především památky z římského a byzantského období, které jsou bohatě vyzdobeny mozaikou (obytné domy, římská vila, synagoga). Další významné památky pochází z křižáckého období, kdy byl na tomto místě postaven kostel (podle tradice na místě, kde dříve stál dům rodičů Marie, matky Ježíšovy). Křižáci zde vybudovali také pevnost, která byla v 18. století obnovena el-Omarem – nejdříve sloužila jako škola, dnes jako expozice archeologických nálezů.